# Broccoli
| Broccoli |
| --- |
| Broccolihuvud före skörd, omgiven av blad. - Betydelse – odlad variant av kål - Karaktär – mörkgrön blomställning, skördas före blomning - Bakgrund – Medelhavsområdet under antiken - Andra namn – sparriskål - Relaterad variant – blomkål, broccoli romanesco |

Broccoli (Brassica oleracea, var. cymosa / italica  / ssp. botrytis var. asparagoides  eller enligt den nya benämningen Brassica oleracea), eller sparriskål, är en odlad variant av kål. Den har mörkgrön blomställning och mild smak. 

## Översikt

### Etymologi
Familjenamnet broccoli kommer från det latinska ordet branchium, som betyder arm eller gren, och som ska hänvisa till utseendet på blomställningarna. Artepitetet oleracea härstammar från latinets olus (kål), och betyder grönsak.

### Odlingshistoria
Broccoli odlades av greker och romare redan för 2 000 år sedan, och har möjligen odlats i Sverige sedan vikingatiden då annan kål började odlas. Det var först på 1950-talet som den blev populär – först i USA och sedan i Europa. Broccoli kan odlas över hela Sverige, då den är relativt härdig.

### Skadedjur
Broccoli, liksom andra kålväxter i Sverige, kan angripas av olika arter av vitfjärilar, exempelvis kålfjäril. Larverna till dessa fjärilar kan vid stora angrepp förstöra skörden helt.

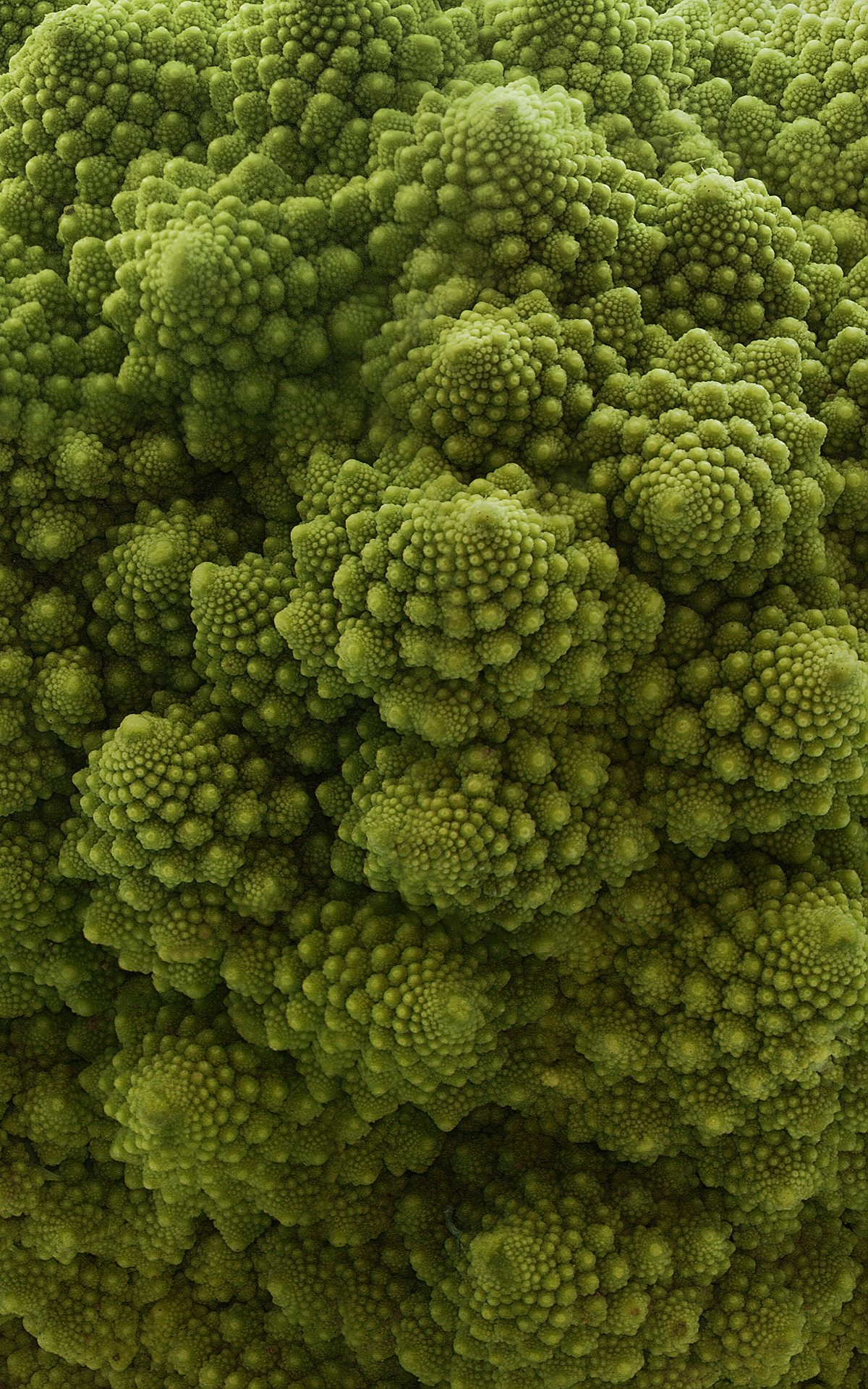
Detalj av broccoli romanesco. Broccoli romanesco är en hybrid mellan broccoli och blomkål.

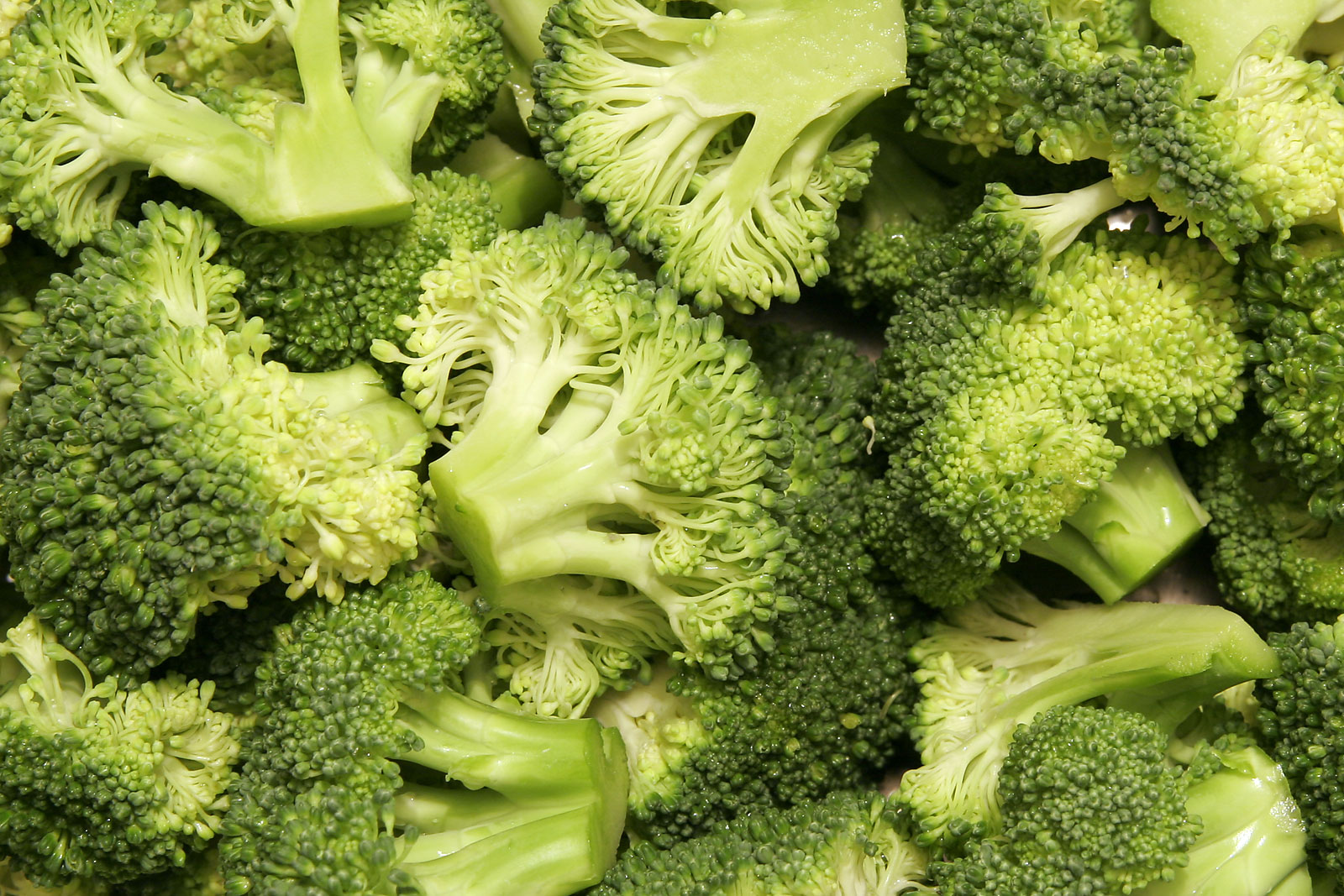
Broccolibuketter.

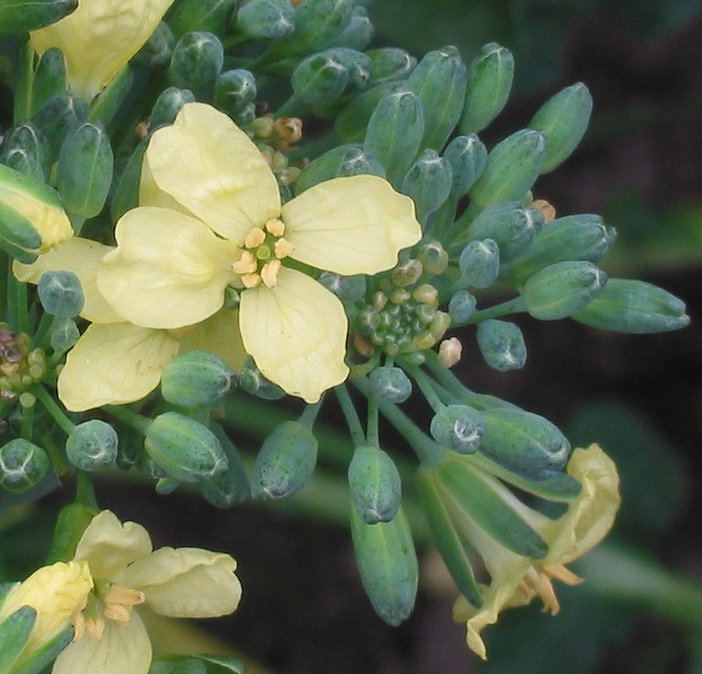
Utslagna broccoliblommor. Broccolin skördas som grönsak innan blomknopparna slår ut.

## Användning och näring
Vanligtvis äter man broccolin kokt eller ångkokt, men den kan även ätas rå. Broccoli är mycket nära besläktad med blomkål. Broccolin skördas strax innan blomknopparna slår ut. Man tror att broccolin ursprungligen kommer från östra medelhavsområdet, men man vet inte säkert när den först dök upp.
Broccoli är rik på antioxidanter, såsom sulforafan och karotenoiden lutein. Broccoli innehåller även glukosinolat.
Halterna av vattenlösliga näringsämnen i broccoli, såsom vitamin C och antioxidanter, minskar vid tillagning genom kokning, men andra tillagningsmetoder såsom ångkokning, tillagning i mikrovågsugn eller stekning verkar inte påverka halterna.

### Hälsoeffekter
Broccoli har visat sig ha ett flertal goda effekter på hälsan. De lösliga fibrerna i broccoli har visat sig sänka kolesterolnivåerna i blodet hos människor  och i djurförsök.
| Ämne                        | Värde       | Enhet |
| --------------------------- | ----------- | ----- |
| Energi                      | 147 (107)   | kJ    |
| Energi                      | 35 (26)     | kcal  |
| Fett                        | 0,3 (0,3)   | g     |
| • Enkelomättade fettsyror   | (0,02)      | g     |
| • Fleromättade fettsyror    | (0,14)      | g     |
| • Mättade fettsyror         | (0,05)      | g     |
| Kolhydrater                 | 3,1 (2)     | g     |
| • Fibrer                    | (2,72)      | g     |
| • Sockerarter               | (1,2)       | g     |
| Protein                     | 3,5 (2,38)  | g     |
| Mineraler                   |             |       |
| • Fosfor                    | 81          | mg    |
| • Jod                       | 1           | μg    |
| • Järn                      | 0,66 (0,54) | mg    |
| • Kalcium                   | 62          | mg    |
| • Kalium                    | 332         | mg    |
| • Koksalt                   | 0,03        | g     |
| • Magnesium                 | 23          | mg    |
| • Natrium                   | 4           | mg    |
| • Selen                     | 0,5         | μg    |
| • Zink                      | 0,4         | mg    |
| Vitaminer                   |             |       |
| • Karoten                   | 920         | μg    |
| • Vitamin B1 (tiamin)       | 0,8         | mg    |
| • Vitamin B2 (riboflavin)   | 0,12        | mg    |
| • Niacinekvivalent          | 1,2         | mg    |
| • Vitamin B3 (niacin)       | 0,6         | mg    |
| • Vitamin B6 (pyridoxin)    | 0,21        | mg    |
| • Vitamin B9 (folsyra)      | 175 (98,3)  | μg    |
| • Vitamin C (askorbinsyra)  | 83 (35,4)   | mg    |
| • Vitamin E (alfatokoferol) | 0,36        | mg    |